# Chiesa delle suore del Getsemani
La Chiesa delle suore del Getsemani, progettata dall'architetto Angelo Misuraca  è un edificio religioso situato nel quartiere Porcellama a Sassari, consacrata al culto cattolico, ed è adiacente alla sede dell'omonima congregazione e fa parte dell'arcidiocesi di Sassari.
All'interno della chiesa c'è una cripta dove sono conservate le spoglie di Padre Manzella.

## Descrizione
La chiesa è a navata unica in forma trapezoidale che si allarga verso il presbiterio con pareti che contengono una sola ininterrotta finestratura e reggono una copertura piana in legno
All'interno, nella parete absidale c'è un vasto mosaico. Dopo la morte del progettista avvenuta nel 1943, dopo la fine della guerra, il progetto fu modificato e le dimensioni ridotte.